# 依田紀基
依田 紀基（よだ のりもと、1966年2月11日 - ）は、日本棋院に所属する囲碁棋士。九段。北海道美唄市生まれ、岩見沢市育ち。安藤武夫七段門下。名人4期、碁聖6期、十段2期、NHK杯優勝5回、第1回三星火災杯世界オープン戦優勝など、タイトル獲得数36で囲碁棋士の獲得タイトル数ランキング歴代8位。捨て石の名手とされ、また、その人柄から「最後の無頼派」「囲碁界最後の無頼派」などとも呼ばれる。左利きだが、石を打つのは右手。原幸子との間に3人の子供がおり、次男の依田大空も囲碁棋士。門下に藤村洋輔四段。

## 経歴
北海道美唄市に生まれ、幼い頃は美唄ののどかな自然の中で虫や魚を捕ったりして遊びまわる少年であったという。小学4年生の時父親の転勤に伴い隣町の岩見沢市に引っ越し、その年の夏に父の勧誘を受けて囲碁を始めた。9歳で囲碁を始めるのはプロになるにはかなり遅いほうであったが、その後は囲碁にのめり込んで近所の碁会所に通いつめ、囲碁を始めて半年でアマ四段ほどの棋力を持つ父と同程度の棋力にまで上達。1年経つ頃にはアマ五・六段といった高段者とも互角に対局できるようになった。
一方で学業には全く興味を示さなかった依田は、自然とプロ入りの道を意識するようになる。1976年11月、日本棋院の院生となるため、小学5年生で単身東京に渡る。上京後半年ほどの間は叔父の家に住んでいたが、その後院生の世話役を務める人物の協力も得て、安藤武夫の内弟子になる。依田は安藤の2人目の弟子であり、神田英が兄弟子に当たる。
1979年夏、中学2年生の時に初めて入段試験を受験。ここでは外来で受験していた石倉昇に敗れるなどして、入段はならなかった（入段者は石倉と日高敏之）。後に、この石倉への敗戦が自身初の挫折だったと語っている。同年冬の入段試験では入段枠が5名と例年よりも大きく増え、12勝4敗の4位で合格を果たした。
1980年4月、14歳で入段。同年はデビュー戦から11連勝し、年間では14勝4敗の成績を残した。1981年は41勝7敗で棋道賞敢闘賞を受賞。同年の新人賞は石倉昇（35勝5敗）に譲ったが、翌1982年に依田も新人賞を受賞した。
1983年、第8期新人王戦で決勝戦まで進出し、宮沢吾朗との決勝三番勝負を2勝0敗で制し優勝、自身初のタイトルを獲得する。17歳5か月での新人王戦優勝は当時の最年少記録。
1984年、第10期名人戦でリーグ入りを果たす。18歳でのリーグ入りは当時の最年少記録であったが、この頃は安藤のもとから独立して遊びを覚え歌舞伎町に入り浸れる日々を送っており、リーグ戦も1勝7敗で敗退した。19歳の時に同郷の上村邦夫から依田の現状について諭されるまで、こうした日々は続いたという（後述）。
1986年、第1回NEC俊英囲碁トーナメント戦優勝、第11期新人王戦優勝、第17回新鋭トーナメント戦優勝など、若手棋戦で結果を残す。1987年にも第12期新人王戦・第18回新鋭トーナメント戦で優勝。
1988年、第4回日中スーパー囲碁に先鋒で出場し6人抜き。7戦目で「鉄のゴールキーパー」と呼ばれた聶衛平に敗れたものの、日本の初勝利に大きく貢献した。
1989年、第14期新人王戦で優勝。同年の成績は16連勝を含む51勝15敗（勝率 .773 ）で、棋道賞最多勝利賞・勝率第1位賞・連勝記録賞・最多対局賞を受賞。4部門の独占は史上初。翌1990年も、第15期新人王戦で優勝し連覇を果たす。
1991年、第38期NHK杯で優勝。また、『囲碁クラブ』誌の企画で李昌鎬と五番勝負を行い3勝1敗で勝利。この時に初めて韓国に足を運んだが、そこでバカラに興じたのがきっかけで後に本人が「バカラ地獄」と形容するような博打中毒となる。この状態は数年にわたって続き、消費者金融に借金をするようにまでなったが、中村天風の著書をきっかけとし、そうした状態から脱却できたという（後述）。
1993年、第40期NHK杯優勝、第5回テレビ囲碁アジア選手権戦でも優勝を果たす。第12回NECカップ囲碁トーナメント戦優勝。また、同年に九段昇段を果たす。
1995年、第33期十段戦で本戦を制し、自身初の挑戦手合進出を決める。挑戦手合でも大竹英雄に3勝0敗で勝利し十段位を奪取、初の七大タイトルを獲得した。
1996年、第34期十段戦では王立誠を3勝1敗で退け、十段位初防衛。また、第21期碁聖戦では小林覚に挑戦し3勝0敗で碁聖位を獲得、二冠となる。また、国際棋戦においても第3回応昌期杯世界プロ囲碁選手権戦で準優勝、第1回三星火災杯世界オープン戦で優勝（国際棋戦初優勝）など結果を残した。
1997年、第35期十段戦では加藤正夫に2勝3敗で敗れ失冠するが、第22期碁聖戦では結城聡に3勝1敗で勝利し防衛。第3回JT杯星座戦優勝、第4回アコム杯全日本早碁オープン戦優勝。
1998年、第23期碁聖戦で苑田勇一に3勝0敗で勝利し防衛、3連覇。第22期棋聖戦では趙治勲への挑戦権を得たものの、2勝4敗で敗れ棋聖位奪取はならず。第45期NHK杯優勝。この年に囲碁棋士の原幸子と結婚。
1999年、第24期碁聖戦で小林光一の挑戦を受け2勝3敗で敗れ失冠、無冠となる。第24期名人戦で趙治勲に挑戦するものの1勝4敗で敗退。第46期NHK杯で優勝、第11回テレビアジア囲碁選手権戦でも優勝を果たす。
2000年、第25期名人戦で四連覇中の趙治勲に挑戦し、4勝0敗で勝利。趙との3度目の七番勝負での対戦で初めて勝利するとともに、自身初の名人位に就く。第47期NHK杯優勝（3連覇）、第12回テレビ囲碁アジア選手権戦優勝（2連覇）。
2001年、第26期名人戦で林海峰に4勝2敗で勝利し防衛。
2002年、第27期名人戦で趙治勲と対戦し4勝2敗で勝利、名人位三連覇。第24期鶴聖戦優勝、第21回NECカップ囲碁トーナメント戦優勝。
2003年、第28期碁聖戦で小林光一に挑戦し3勝2敗で勝利、自身四度目の碁聖位に就くとともに、名人・碁聖の二冠となる。第28期名人戦でも、山下敬吾の挑戦を4勝1敗で退け勝利、名人位四連覇。
2004年、第59期本因坊戦で挑戦者となるが、張栩に2勝4敗で敗退。第29期碁聖戦では山田規三生を3勝1敗で退け防衛。張栩の挑戦を受けた第29期名人戦では2勝4敗で敗退、名人戦の連覇が4で途絶えた。第17回世界囲碁選手権富士通杯では準優勝。
2005年、第30期碁聖戦では結城聡の挑戦を3勝0敗で退け碁聖位防衛。
2006年、第31期碁聖戦で挑戦者張栩に0勝3敗で敗れ、碁聖位を失い2000年以来の無冠となる。第7回農心辛ラーメン杯世界囲碁最強戦では最終第3ステージにおいて日本チームの主将として出場し、韓国副将の趙漢乗八段、中国主将の孔傑七段、韓国主将の李昌鎬九段の3人抜きし、日本チーム初優勝をもたらした。
2007年、本因坊リーグを勝ち抜き、高尾紳路本因坊に挑戦するも1勝4敗で敗退。
2008年10月、第1回ワールドマインドスポーツゲームズ囲碁男子団体戦に山下敬吾、羽根直樹、河野臨、高尾紳路と日本代表チームを組み出場、銅メダルを獲得。
2009年、第33期棋聖戦で山下敬吾に挑戦するが、2勝4敗で敗退。
2011年、通算1000勝を達成。
2017年6月、日本棋院所属棋士として12人目となる通算1100勝を達成（572敗2持碁2無勝負）。
2018年、第8回マスターズカップ決勝で片岡聡九段を破り初優勝。
2019年2月、一時脳梗塞を患うが間もなく復帰。6月の第9回マスターズカップでは準決勝まで進出したものの、自身がTwitterで行った日本棋院執行部への批判を理由として不戦敗となる。その後は各棋戦に出場していたが、2020年2月12日、日本棋院は依田に半年間の対局停止処分を通告。3月11日、東京地方裁判所の和解勧告に伴い一時的に対局停止処分が停止、4月2日には2か月ぶりに対局に出場した（詳細後述）。
2022年10月14日、東京地裁は依田の請求を棄却。これにより、10月15日から2023年3月16日までの対局停止が決定した。依田はこの判決を不服として控訴する方針。2023年3月16日に停止処分は解け、復帰戦となった第48期棋聖戦Bリーグの対羽根直樹九段戦では勝利を収めた。
2024年には農心杯スピンオフイベント農心白山水杯に日本代表大将として出場。曺薫鉉、聶衛平に連勝したが最終戦で韓国大将劉昌赫九段に敗れて優勝を逃した

## 人物・エピソード
- タイトル戦をはじめとした重要対局では和服を好んで着用しており、手合以外でも和服を着ることが多い[32]。着ていて楽なことから、長時間の対局などには和服が向いているのではないかとしている[32]。ただし、2010年代前半頃からはスーツ姿で対局に臨むことも多くなった[33]。
- 小・中学校時代ともに学校嫌い・勉強嫌いで、通知表でオール1の成績を取ったこともある。特に中学校時代には学問に熱心でない依田につらく当たる教師が多く、ある時には教師の言いつけを守らなかった依田を呼び出し、「顔が変形するまで」殴りつけるという体罰を受けたことを語っている[34]。この教師については自著で「最悪の暴力教師」「行動に信念はないし、行動に対する判断基準もない」などと厳しく批判しており、また、教育が国づくりの根幹であることを踏まえたうえで、学校の成績を絶対的な評価基準として過度に重視することには疑問を呈している[34][35]。
- 安藤武夫の内弟子になって以降は、棋書を読み、詰碁を解いたり棋譜並べをしたりするのが主な勉強方法であった[9]。安藤は弟子に直接具体的な指示を送ることはなく、囲碁の勉強ができる環境を整えた後は弟子の自主性を尊重していたという[36]。囲碁界の慣習に漏れず、安藤と依田が直接対局することもなかった[9]。
- 前述のように、18歳で安藤から独立して以降は歌舞伎町で遊んで回る日々が続くようになり、酒や博打、女性との関わりも途絶えることがなかった。囲碁の勉強も滞っていたが、この頃同じく北海道出身の棋士である上村邦夫に「碁が弱い碁打ちほど惨めなものはないよ」と食事の場で言われ、それが改心するきっかけになったという[37]。
- また、25歳の時に韓国でバカラに触れてからは、大金を賭けるバカラの魅力に取りつかれることになる。国際棋戦の増加で韓国に向かう機会が増えたのもこれを後押しした。借金を棋戦の賞金で何とか返済する日々が続いたが、どうにもならなくなった頃に中村天風の著書を読んで心の持ちようの大事さに気づかされ、どうにか「バカラ地獄」から脱することができたという[20][22]。
- ファミコンのソフト「三國志II」にはまり込んだこともあり、その頃はタイトル戦が近づくたびにソフトを捨て、タイトル戦が終わるとまたソフトを買いに行く行為を繰り返していたという[38][39]。こうした種々のエピソードからも分かるように、「意志の弱さ」については自身でも認めている[38]。
- 「虚仮の一念」「生きてるだけで丸儲け」という人生観を持つ。「虚仮の一念」は一つの目標に向かって一心不乱に集中することを指し、特に勉強のできない劣等生であるというコンプレックスを抱えていた依田を囲碁一本に集中させる原動力にもなった[40][41]。「生きてるだけで丸儲け」という思想は、27歳の時に国際棋戦で中国国内を移動する際、直前にキャンセルした飛行機が墜落し、危うく難を逃れた経験に由来する。その後、生きていること自体が奇跡的でありがたいことだと考えるようになり、後悔しないような人生を送るよう心がけるようになったとしている[42]。
- 2002年からは、出身地である岩見沢市でアマチュアのジュニア棋戦「依田紀基杯争奪全道こども囲碁大会」が開催されている。創設のきっかけは、子供のいじめや自殺に関する報道を目にした依田が、囲碁が子供の教育の一助になるのではないかと考えたことであり、大会にはできる限り顔を見せるようにしているという[43]。
- 2016年のAlphaGo対李世乭・2017年のAlphaGo対柯潔以降、囲碁AIの棋力が人間を上回ったのは決定的になっている。その後の棋士の在り方については、極限の状態で最善を尽くし、少しでも向上しようとする姿において存在する意義があるのではないかとしている。人工知能の性能を調査・証明するためにGoogleに囲碁が選ばれたことは光栄でもあるとし、また、AlphaGoやその他の囲碁AIの出現は囲碁の無限の可能性を改めて知らしめるものであり、自身の技術を向上させる大きなチャンスでもあると語っている[44]。

## 人との関わり

### 棋士
- 小松英樹や彦坂直人らと親交が深い。特に、彦坂については「生涯の友人」であるとしている[45]。
- 最初に依田の捨て石の技術を高く評価したのは加藤正夫である。依田の碁聖位就位式にて加藤が依田の捨て石の腕前を褒め、以降「捨て石の依田」が定着していくこととなる[46]。
- 藤沢秀行と初めて出会ったのは依田が14歳の頃。藤沢からの囲碁の指導を受けるうちにその感覚に魅せられるようになり、以後大きな影響を受けたという。藤沢について「私の碁に於いても、人生に於いても、最も大きな影響を受けた人である」と語っており、人生の目標でもあるとしている[47][48]。

### 結婚等
- 一人目の妻は依田が津田塾女子大学の囲碁サークルに囲碁の指導に行った際に知り合った女子大生。依田の熱烈な求愛の末に相手の女性の卒業を待って結婚した。しかし1998年離婚した。
- 1998年、原幸子と再婚。原との間に3人の息子がいる。依田は原の力を高く評価しており、学業に専念すれば一流大学に行けただろうし、囲碁においてもアマチュアへの指導やイベント等を控え、囲碁に集中していればいくつも女流タイトルを取っていたのではないかと語っている[49]。
2003年頃には千代田区のマンションに引っ越したものの、その後の名人位や碁聖位の失冠、依田のかねてよりの浪費や株式の損失などで、家計は決して順風ではなかった。結果マンションは手放すこととなり、後に原幸子や子供との別居を余儀なくされている。こうした状況については過去の自身の「馬鹿げた浪費」が招いたものであるとして自著で強く自戒しており、強い孤独を感じるとも記している。一方、そうした状況にあっても、最愛の息子が3人存在するという事実だけでもまだまだ幸せであるとも記している[49]。
次男の依田大空も、2022年に囲碁棋士の道へと進んだ。入段決定時の会見で、大空は「将来的には、依田大空の父親もすごい人だったと思われるくらいになりたい」と抱負を語った[50]。

### その他
- 政治家の小沢一郎とも交流がある。小沢も囲碁を嗜み、その棋力については2017年時点で依田に3子程度であろうとしている[51]。

## 棋風
- 大局観に優れ、捨て石の名手としても知られる。細かい碁になることが多く、半目勝負になることも多い。
- 奇手をたびたび打つことでも知られ、白2手目で天元、大高目2連打などの意表を突く布石を用いている。2007年には「神のお告げがあった」として初手5の十や黒3手目での「7の十」を打ち、話題を呼んだ。

代表局 2000年 第25期名人戦第4局 依田紀基（白番）-趙治勲（10月11-12日）
名人戦挑戦手合七番勝負で、依田3連勝の後の4局目。右辺白が連絡して白が優勢だが、白2（94手目）から中央白を捨てて打つ大胆な捨て石によって勝利を確定した。

## 筋場理論
本人によれば、碁の歴史を変えるほどの大発見である筋の根本原理である理論。

### 筋場
「筋場」は石が2つ以上並んだ瞬間に存在し、下の図でいえば黒石周辺の赤丸の位置が「筋場」となる（ただし一線と二線は例外）。この位置は黒から打てばアキ三角の愚形となり、白から打てば相手の強い石に貼り付いた働きのない手となる。自分は筋場に打たぬよう、相手を筋場に打たせるようにする手が「筋の良い手」ということになる。
この理論に従えば、愚形の代表である「アキ三角」と「裂かれ形」は表と裏であると説明できる。下図右は、黒の一子に対して白が1にカタツキ、黒が2とオシた場面。実戦にも頻出する形で、部分的に互角である。ここでaは黒から打てばアキ三角に、逆に白から打てば裂かれ形となる地点であるため、お互いに石を持っていかないのが筋の良い打ち方である。
|  |  |  |  |  |  |  |  |  |
|  |  |  |  |  |  |  |  |  |
|  |  |  |  |  |  |  |  |  |
|  |  |  |  |  |  |  |  |  |
|  |  |  |  |  |  |  |  |  |
|  |  |  |  |  |  |  |  |  |
|  |  |  |  |  |  |  |  |  |
|  |  |  |  |  |  |  |  |  |
|  |  |  |  |  |  |  |  |  |

### 例
下図黒と白の石が対峙している時、黒から1と打って白2にノビさせる手は、基本的に悪手となる。黒は1の石が相手の筋場に行っているのに対し、白石は筋場に行っていないから、と説明される。
|  |  |  |  |  |  |  |  |  |
|  |  |  |  |  |  |  |  |  |
|  |  |  |  |  |  |  |  |  |
|  |  |  |  |  |  |  |  |  |
|  |  |  |  |  |  |  |  |  |
|  |  |  |  |  |  |  |  |  |
|  |  |  |  |  |  |  |  |  |
|  |  |  |  |  |  |  |  |  |
|  |  |  |  |  |  |  |  |  |

下の図で、aの点は黒▲の石から見て「ダブル筋場」に当たっているので、どちらからも打ちたくない箇所となる。このため、白1のキリに対して黒aとツグのは極めて筋が悪く、黒bにアテて、白にaと筋場に打たせるのが良い手となる。
|  |  |  |  |  |  |  |  |  |
|  |  |  |  |  |  |  |  |  |
|  |  |  |  |  |  |  |  |  |
|  |  |  |  |  |  |  |  |  |
|  |  |  |  |  |  |  |  |  |
|  |  |  |  |  |  |  |  |  |
|  |  |  |  |  |  |  |  |  |
|  |  |  |  |  |  |  |  |  |
|  |  |  |  |  |  |  |  |  |

依田は「ケイマのツケコシ切るべからず」という格言には本来その前に「切った時に筋場に石が行く場合は」という但し書きがあるとしている。下図の場合、黒1のツケコシに対して白2と遮る手は、黒▲の石から見ての筋場に打つことになり、悪手である。
|  |  |  |  |  |  |  |  |  |
|  |  |  |  |  |  |  |  |  |
|  |  |  |  |  |  |  |  |  |
|  |  |  |  |  |  |  |  |  |
|  |  |  |  |  |  |  |  |  |
|  |  |  |  |  |  |  |  |  |
|  |  |  |  |  |  |  |  |  |
|  |  |  |  |  |  |  |  |  |
|  |  |  |  |  |  |  |  |  |

続いて符号順に進行し、白は△を分断されてハマリ形。白2では格言に従い、8の点にオサエておくのが好手。
|  |  |  |  |  |  |  |  |  |
|  |  |  |  |  |  |  |  |  |
|  |  |  |  |  |  |  |  |  |
|  |  |  |  |  |  |  |  |  |
|  |  |  |  |  |  |  |  |  |
|  |  |  |  |  |  |  |  |  |
|  |  |  |  |  |  |  |  |  |
|  |  |  |  |  |  |  |  |  |
|  |  |  |  |  |  |  |  |  |

一方、下図は似た形であるが白2と遮る手が黒の筋場にあたらない。以下黒a、白b、黒c、白dでツケコシた黒石を取れる。
|  |  |  |  |  |  |  |  |  |
|  |  |  |  |  |  |  |  |  |
|  |  |  |  |  |  |  |  |  |
|  |  |  |  |  |  |  |  |  |
|  |  |  |  |  |  |  |  |  |
|  |  |  |  |  |  |  |  |  |
|  |  |  |  |  |  |  |  |  |
|  |  |  |  |  |  |  |  |  |
|  |  |  |  |  |  |  |  |  |

## 出来事

### NHK杯出場辞退
当時七大タイトルを保持していながらも、2003年度の第50回NHK杯は出場を辞退している。これは、当時依田がNHK杯で遅刻したことを日本棋院職員を介してNHKのディレクターに咎められ、それに対し絶対に遅刻しないという確証は持てないとして依田から辞退を申告したものである。本件については、依田の著書にて、自身の「下らない意地」からディレクターに言葉の責任を取らせようとしたものであり、また、ディレクターの言葉が正確に依田に伝達された保証もなかったとして、出場辞退を「かつて私が晒した生き恥」と自戒している。

### 半年間の対局停止処分
2019年6月、第9回マスターズカップにて準決勝まで進出したものの、自身が6月14日から26日にかけてTwitterで行った日本棋院執行部への批判を理由として不戦敗となる。これに際して、依田は自身の行為が不適切であったことを認め謝罪し、自身のTwitterやブログも閉鎖した。マスターズカップは第9回で終了となったが、日本棋院はその一因が依田の一連の行為にあるとしている。一方、依田は10月31日に記者会見を行い、棋戦終了の責任が一棋士に課せられるというのは飛躍している事、日本棋院が発表した不戦敗に至った経緯が事実とは異なる事などを主張した。
依田はその後は各棋戦に出場していたが、2020年2月12日、日本棋院は前述の依田のTwitterでの発言及びメーリングリストでの投稿が「秩序を乱し、名誉を損ね、ひいては当院の支援者がスポンサーを務める棋戦を終了させる重大な結果を招来した」ことなどを理由とし、棋士規定に違反するものとして、8月11日までの半年間依田に対局停止の処分を下すことを発表した。この処置に対し、依田の代理人弁護士は「到底承服しかねます。精査の上、法的措置も含めた対応を検討してまいります」とのコメントを出した。翌13日には天元戦本戦1回戦の対局（依田対孫喆戦）が予定されていたが、依田は対局場への入室を認められなかった。
3月11日、東京地方裁判所から提示された処分の効力を一時的に停止するという和解勧告に対し、日本棋院は「十分な攻撃防御を尽くすことは困難」としてこれを受諾。これにより一審判決が下るまでの間依田の対局が再開され、4月2日には2か月ぶりの公式手合に出場し勝利した。
2022年10月14日、東京地裁は日本棋院の主張を認め、依田の請求を棄却。停止されていた対局停止処分も再開され、10月15日から2023年3月16日までの対局停止が決定した。依田は判決が事実とは異なる日本棋院の主張を基にされているとして、控訴する意向を示している。その後、2023年3月16日に予定通り対局停止処分は終了し、20日には復帰戦を打ち勝利した。

## 獲得タイトル
総獲得タイトル数：36

### 国際棋戦
総獲得タイトル数：4
- テレビ囲碁アジア選手権戦 1993、98、99年
- 三星火災杯世界オープン戦 1996年

### 国内棋戦
総獲得タイトル数：32（うち七大タイトル12）
- 名人戦 2000-03年（4期、史上3人目の名人4連覇）
- 十段戦 1995、96年（2期）
- 碁聖戦 1996-98、2003-05年（6期）
- 新人王戦 1983、86、87、89、90年（5期、現在の新人王戦は1期まで）
- NEC俊英囲碁トーナメント戦 1985年（1期）
- 新鋭トーナメント戦 1986、87年（2期）
- NHK杯テレビ囲碁トーナメント 1990、92、97-99年（5期）
- NECカップ囲碁トーナメント戦 1993、98、2002年（3期）
- アコム杯全日本早碁オープン戦 1997年（1期）
- JT杯星座囲碁選手権戦 1997年（1期）
- 鶴聖戦 2002年（1期）
- フマキラー囲碁マスターズカップ 2018年（1期）

| 囲碁世界タイトル優勝記録 | 囲碁世界タイトル優勝記録 | 囲碁世界タイトル優勝記録      |
| 順位                     | 優勝回数                 | 棋士名                        |
| ------------------------ | ------------------------ | ----------------------------- |
| 1位                      | 21                       | 李昌鎬*                       |
| 2位                      | 18                       | 李世乭                        |
| 3位                      | 11                       | 曺薫鉉*                       |
| 4位タイ                  | 8                        | 古力* \| 朴廷桓* \| 柯潔*     |
| 7位タイ                  | 6                        | 武宮正樹* \| 劉昌赫* \| 孔傑* |
| 10位タイ                 | 4                        | 依田紀基* \| 陳耀燁* \|       |
| 12位タイ                 | 3                        | 兪斌* \| 朴永訓* \| 常昊*     |
| 表示                     |                          | *は現役棋士                   |

| タイトル獲得数ランキング | タイトル獲得数ランキング | タイトル獲得数ランキング      |
| 順位                     | 獲得回数                 | 棋士名                        |
| ------------------------ | ------------------------ | ----------------------------- |
| 1位                      | 77期                     | 二十六世本因坊文裕*           |
| 2位                      | 76期                     | 趙治勲名誉二冠*               |
| 3位                      | 64期                     | 二十三世本因坊栄寿            |
| 4位                      | 60期                     | 小林光一名誉三冠*             |
| 5位                      | 48期                     | 大竹英雄名誉碁聖              |
| 6位                      | 47期                     | 加藤正夫名誉王座              |
| 7位                      | 41期                     | 張栩九段*                     |
| 8位                      | 36期                     | 依田紀基九段*                 |
| 9位                      | 35期                     | 林海峰名誉天元*               |
| 10位                     | 29期                     | 一力遼九段*                   |
| 表示                     |                          | *は現役棋士 2025年3月12日時点 |

## 他の主な棋歴

### 国際棋戦
- 応昌期杯世界プロ囲碁選手権戦準優勝 1996年
- 世界囲碁選手権富士通杯準優勝 2004年、3位　2007年
- 中環杯世界囲碁選手権戦 ベスト4 2005年
- 日中スーパー囲碁
  - 1984年 0-1（○汪見虹、×江鋳久）
  - 1988年 6-1（○兪斌、○陳臨新、○王群、○劉小光、○江鋳久、○馬暁春、×聶衛平）
  - 1989年 0-1（×揚士海）
  - 1991年 0-1（×鄭弘）
  - 1992年 2-1（○鄭弘、○張文東、×兪斌）
  - 1994年（第8回） 1-0（○聶衛平）
  - 1994年（第9回） 0-1（×劉小光）
  - 1996年 0-1（×常昊）
  - 1998年 2-0 常昊
- SBS杯世界囲碁最強戦
  - 1991年 0-1（×劉昌赫）
- 真露杯SBS世界囲碁最強戦
  - 1992年 1-1（○劉昌赫、×曹大元）
  - 1994年 5-1（○徐奉洙、○馬暁春、○鄭壽鉉、○聶衛平、○劉昌赫、×曺薫鉉）
  - 1996年 0-1（×曹大元）
  - 1997年 0-1（×徐奉洙）
- 農心辛ラーメン杯世界囲碁最強戦
  - 1999年 1-1（○金栄三、○王磊、×曺薫絃）
  - 2003年 0-1（×胡耀宇）
  - 2006年 3-0（○趙漢乗、○孔傑、○李昌鎬）
  - 2007年 0-1朴永訓
  - 2008年 0-1睦鎮碩
- CSK杯囲碁アジア対抗戦
  - 2002年 1-1（×李昌鎬、○馬暁春）
  - 2003年 3-0（○王立誠、○李世乭、○董彦）
  - 2004年 2-1（○王磊、○劉昌赫、×周俊勲）
  - 2005年 2-1（○古力、×崔哲瀚、○張栩）
  - 2006年 2-1（○李昌鎬、×孔傑、○王銘琬）
- ワールドマインドスポーツゲームズ 2008年 男子団体戦 3位

### 国内棋戦
- 棋聖戦 挑戦者 1998、2009年
  - 初段戦優勝 1981年、四段戦優勝 1983年、六段戦優勝 1987年、七段戦優勝 1988-90年、八段戦優勝 1992年
- 名人戦 挑戦者 1999年
- 本因坊戦 挑戦者 2004、07年
- 早碁選手権戦 準優勝 1993、96年
- 鶴聖戦 準優勝 2001年
- ペア碁選手権戦優勝 2001年（楠光子とペア、非公式戦）

## 受賞歴
- 棋道賞 新人賞：1982年
- 棋道賞 殊勲賞：3回（1986-1988年）
- 棋道賞 敢闘賞：3回（1981年、1984年、1989年）
- 棋道賞 技能賞：2回（1989-1990年）
- 棋道賞 優秀棋士賞：3回（1996年、2000年、2003年）
- 棋道賞 国際賞：3回（1998-1999年、2006年）
- 棋道賞 最多勝利賞：2回（1989-1990年）
- 棋道賞 勝率第1位賞：1回（1989年）
- 棋道賞 連勝賞：2回（1989-1990年）
- 棋道賞 最多対局賞：1回（1989年）
- 秀哉賞：1回（2003年）
- 北海道栄誉をたたえて（1995年5月29日）

## 昇段履歴
- 1980年入段
- 1981年二段、同年三段
- 1982年四段
- 1983年五段
- 1985年六段
- 1987年七段
- 1990年八段
- 1993年九段

## 著書
- 『プロ棋士の思考術』（PHP新書）
- 『新版　基本布石事典　上・下』（日本棋院）
- 『21世紀の旗手―依田紀基、タイトル獲得への歩み』（日本棋院）
- 『勝負の極意―世界トップとの碁に学ぶ』（フローラル出版）
- 『依田ノート』（講談社）
- 『依田紀基のサバキの急所と手筋 (NHK囲碁シリーズ) 』
- 『初段の壁を破る依田囲碁講座』全3巻（筑摩書房）
- 『依田流 並べるだけで強くなる古碁名局集』（マイコミ）
- 『泰然知得―古典名局選集』（日本棋院）
- 『至高の決断―依田、山下、井山の頭脳』（マイコミ）
- 『石の効率がぐんぐん良くなる本』（マイコミ）
- 『基本の詰碁　初段・二段・三段』（成美堂出版）
- 『はじめてでもどんどん上達する囲碁の新しい打ち方』（主婦の友）
- 『筋場理論』（講談社）
- 『どん底名人』(KADOKAWA)

他多数